# Geschiedenis van Honduras
Voor de komst van de Spanjaarden werd Honduras bevolkt door indianen. De belangrijkste stam was die van de Lenca's, die ook nu nog een groot deel van de bevolking uitmaken. Zij woonden in het zuidwesten van Honduras en vertoonden culturele overeenkomsten met de Maya's.
De Maya's woonden in het gebied dat nu bestaat uit het gebied ten Zuiden van Mexico, Guatemala, Belize en het Westen van Honduras. Hier bouwden zij 50 à 70 steden. Copán in Honduras besloeg 24 vierkante kilometer en had 20.000 inwoners. Met de komst van de Spanjaarden ging de cultuur van de Maya's in Honduras ten onder.

## Spaanse overheersing

### Ontdekking en verovering
In 1502 arriveerde Columbus in Honduras, tijdens zijn vierde reis naar de Nieuwe Wereld. Hij zette voet aan wal in Trujillo. Columbus vond de wateren relatief diep, en hij sprak daarom van de “Golfo de Honduras” (Golf van de Diepten). Vervolgens werd “Honduras” de naam voor het hele achterland van Trujillo.
Onder bevel van Hernán Cortés veroverde Pedro de Alvarado in 1524 Guatemala en deed een poging om El Salvador en Honduras te veroveren. In 1525 werd Trujillo de hoofdstad en Diego López de Salcedo werd in 1526 de eerste Spaanse koninklijke gouverneur in het gebied.
Francisco de Montejo werd in 1537 gouverneur en wist de hoofdman van de  Lenca’s Lempira te vermoorden. Lempira is een nationale volksheld van Honduras, waar een departement en de munteenheid naar hem zijn vernoemd.
De indianen werden in groepen verdeeld om te werken voor de Spanjaarden. Door oorlogen, armoede en epidemieën slonk de indiaanse bevolking van 500.000 ten tijde van de verovering tot 36.000 in 1547. Het aantal Spanjaarden dat zich in die periode in het gebied ophield wordt geschat op niet meer dan 250.
Vanaf 1542 werd Honduras een deel van het Generaalkapitanaat Guatemala. De kapitein-generaal had een zetel in de  “Audiencia”, die werd gestuurd door de Hofraad van de Indies gevestigd in Madrid. In Honduras bestonden aanvankelijk twee bestuurlijke centra: Trujillo in het Noorden en Comayagua in het berggebied. Toen er later zilver werd gevonden in de bergen bij Tegucigalpa werden Tegucigalpa en Comayagua de twee bestuurlijke centra. Tussen deze steden bestond tot diep in de 19e eeuw rivaliteit.
In Omoa en in Trujillo bouwden de Spanjaarden forten om de aanvallen van piraten op de Spaanse zilvervloot af te slaan. Het zilver werd gewonnen in de zilvermijnen in het binnenland. De meeste zilver- en goudmijnen raakten echter al snel uitgeput, en aan het einde van de 18e eeuw werden de mijnen bij Tegucigalpa en Choluteca na overstromingen en verlieslijdende productie gesloten.
In 1840 vestigden de Britten zich in Centraal-Amerika. Hun kroonkolonie kreeg in 1862 de naam Brits-Honduras, maar is eigenlijk een deel van Guatemala.

## Negentiende eeuw

### Onafhankelijkheid

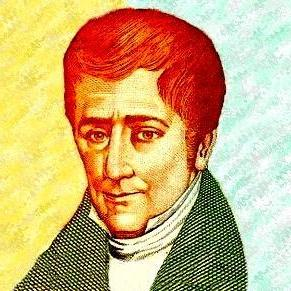
José Cecilio del Valle

Rond 1820 werd Honduras meegesleept in het onafhankelijkheidsproces dat zich afspeelde in Latijns-Amerika. Mexico verklaarde zich onafhankelijk en op een bijeenkomst in Guatemala van alle leiders van Midden-Amerika werd op 15 september 1820 de onafhankelijkheid van het hele gebied uitgeroepen. Als vicepremier van het in Mexico gevestigde parlement van Midden-Amerika werd de Hondurese José Cecilio del Valle benoemd.
In 1823 werden de Verenigde Staten van Centraal-Amerika gevormd door Guatemala, Honduras, El Salvador, Nicaragua en Costa Rica. De zetel van de Hondurese binnenlandse regering werd afwisselend in Tegucigalpa en Comayagua gevestigd om binnenlandse verdeeldheid te voorkomen. Al snel ontstond er binnen de federatie verdeeldheid tussen conservatieven (die een centrale autoriteit en een belangrijke rol voor de kerk voorstonden) en liberalen (die grotere autonomie voor de deelstaten nastreefden). Dit was aanleiding tot de Centraal-Amerikaanse burgeroorlog van 1826 tot 1829.
In 1829 veroverde de Hondurese liberaal Francisco Morazán Guatemala en vestigde hij zich als nieuwe federale president. Intern bleek deze federatie te verdeeld en in 1838 viel hij uiteen. Op 26 oktober 1838 werd Honduras een soevereine staat en in 1840 werd de conservatief Francisco Ferrera tot president gekozen.
In de 19e eeuw was de invloed van Guatemala op de Hondurese politiek groot. De interne rivaliteit in Honduras werd door Guatemala gebruikt in een “verdeel en heers politiek”, waardoor er geen Hondurese president aan kon blijven zonder toestemming van Guatemala.

### De bananenrepubliek
Aan het einde van de 19e eeuw groeide de Amerikaanse invloed in Honduras, zoals in het grootste deel van Midden-Amerika. Honduras groeide uit tot een bananenrepubliek. De Amerikaanse inkoper van bananen Samuel Zemurray legde uitgestrekte bananenplantages aan in Honduras. Daarvoor moest hij eerst de liberale president Dávila ten val brengen, waarna Bonilla president werd. De United Fruit Company en de Standard Fruit Company mochten een spoorlijn aanleggen, waarbij Honduras hoopte dat met behulp van deze bananenmaatschappijen eindelijk de lang gewenste spoorlijn van kust tot kust zou worden aangelegd. De Amerikanen investeerden echter alleen in de infrastructuur van de Noordkust, waardoor de spoorlijnen alleen daar werd aangelegd op plaatsen waar plantages waren. Zemurray en andere Amerikaanse bananenhandelaren kregen veel invloed in de Hondurese politiek. De United Fruit Company kreeg de bijnaam "de Octopus" omdat het bedrijf zich regelmatig met de politiek van het land bemoeide. In 1910 huurde de United Fruit Company zelfs een groep criminelen uit New Orleans in om de regering omver te werpen, omdat deze te hoge belastingen zou rekenen.

## Twintigste eeuw

### Dictatuur

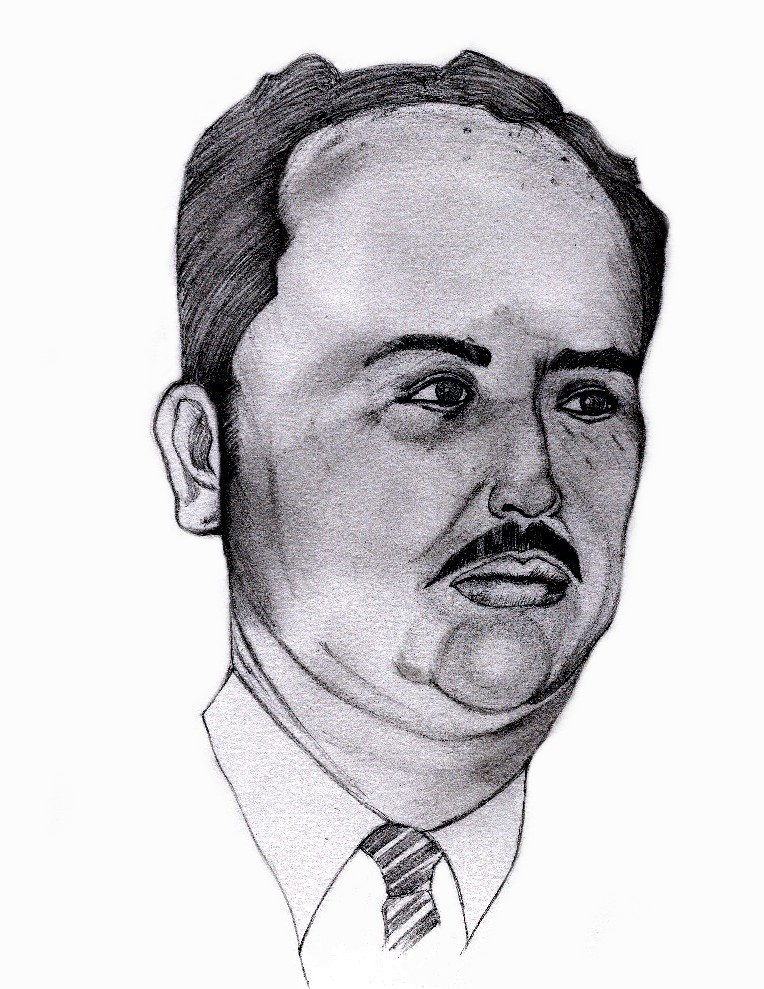
Oswaldo Lopez Arellano

Na 1930 zakte door plantenziekten en overstromingen de bananenindustrie ineen. Spoorwegen en bruggen werden opgebroken en hele plantages werden afgesloten. Maar de bananenindustrie bleef toch altijd het grootste deel van de Hondurese export uitmaken.
In de jaren twintig van de 20e eeuw kwam de dictatoriale Nationale Partij aan het bewind. Door de sterke dominantie van de Amerikaanse bananenplanters in Honduras ontstond er gedurende het dictatoriale tijdperk echter tot aan de jaren vijftig geen bovenklasse van grootgrondbezitters, zoals dat in buurlanden wel gebeurde.
Aan het begin van de jaren zestig maakte het leger uit angst voor een te sterke invloed vanuit Cuba op het bewind een einde aan de toenmalige regering van Morales. Oswaldo López Arellano werd de nieuwe president. Hij vestigde een nieuwe dictatuur waarin boeren (die onder de regeringen daarvoor recht op vakbondsvorming hadden gekregen) werden onderdrukt ten gunste van de grootgrondbezitters. Er vonden landbezettingen plaats uit protest hiertegen. In die periode bevonden zich veel Salvadoranen in Honduras. Zij waren gevlucht voor het regime in El Salvador en hadden in Honduras in 1969 200.000 ha land in bezit. Het Hondurese regime zag de Salvadoranen als aanstichters van de landbezettingen, en stelde de Salvadoranen op 30 april 1969 een ultimatum om binnen 30 dagen het land te verlaten. Toen Honduras in juni dat jaar een voetbalwedstrijd tegen El Salvador verloor, namen de acties tegen de Salvadoranen in het land verder toe. Het gevolg was dat Salvadoraanse troepen uiteindelijk Honduras binnentrokken om hun landgenoten (die overigens El Salvador waren ontvlucht) te beschermen. Deze “voetbaloorlog” werd na vier dagen gestaakt. Er waren toen minstens 2000 doden gevallen. Pas in 1980 werden de betrekkingen met El Salvador weer hersteld.

### De eerste democratische jaren
In 1981 kwam het dictatoriale regime ten val en in 1982 werd de eerste democratisch gekozen regering geïnstalleerd. De liberaal Roberto Suazo Córdova werd president.
In diezelfde periode werd in de Verenigde Staten Ronald Reagan gekozen tot president. Reagan en Córodova gingen militaire betrekkingen aan: Amerikaanse troepen werden in Honduras gestationeerd met als doel het controleren van communistische bewegingen in Nicagarua en El Salvador. Het Amerikaanse leger gebruikte de Nicaraguaanse vluchtelingkampen in Honduras als basis, en in Salvadoraanse vluchtelingkampen in Honduras kregen Salvadoranen een militaire opleiding.
Het gevolg was dat gewapende conflicten in Nicaragua en El Salvador ook in het Hondurese grensgebied werden uitgevochten. Na grootschalige demonstraties van de Hondurese bevolking (die het uitroepen van de noodtoestand als gevolg hadden) werd de militaire overeenkomst met de Verenigde Staten in 1988 niet meer verlengd.
In 1998 richtte de orkaan Mitch een ravage aan in Honduras.

## Eenentwintigste eeuw
In 2006 kwam de liberale president Manuel Zelaya aan de macht via vrije verkiezingen. Op 28 juni 2009 werd hij echter uit zijn ambt gezet naar aanleiding van diens besluit een referendum uit te schrijven om een grondwetgevende vergadering te kunnen opzetten om de grondwet te herschrijven. Zijn tegenstanders probeerden dit voor te stellen als een maatregel om herverkiezing van de president mogelijk te maken. Dit referendum was door het Hooggerechtshof van Honduras illegaal verklaard en het leger weigerde dan ook zijn medewerking hieraan te verlenen. De militaire macht arresteerde hem vervolgens en bracht hem naar Costa Rica. Nadat Zelaya het land had verlaten werd hij ook formeel door het parlement uit zijn ambt ontheven en werd Roberto Micheletti als interim-president aangesteld. Het afzetten van Zelaya lokte internationaal veel afkeurende reacties uit waaronder die van de VS, de EU, de OAS en de VN die de machtsoverdracht allen als staatsgreep omschreven. Zelaya verklaarde vanuit het buitenland dat hij de grondwettelijke president is en wilde terugkeren naar Honduras. Uiteindelijk slaagde hij ook min of meer in dit voornemen, op 21 september 2009 had Zelaya zijn toevlucht had gezocht in de Braziliaanse ambassade in Tegucigalpa.
De inheemse volken hebben hun krachten gebundeld in de Raad van Inheemse volken van Honduras (COPINH). Zij hebben te maken met ( internationaal gefinancierde) projecten van de overheid voor hun gebieden (bv waterkrachtcentrales (bv. in het bassin van de Gualcarque), met houtkapbedrijven die illegaal bezig zijn en met plantage-eigenaren met uitbreidingsplannen. Op donderdag 3 maart 2016 werd COPINH-medeoprichtster  Berta Cáceres, een Lenca, die opkwam voor het milieu en de rechten van de Inheemsen, 's nachts in haar huis vermoord. Tussen 2010 en 2014 waren al 101 actievoerders, velen "Indiaans", vermoord.
In 2021 vierden de republieken Costa Rica, El Salvador, Guatemala, Honduras en Nicaragua gezamenlijk hun 200-jarige onafhankelijkheid, Bicentenario de Independencias. Later dat jaar werden in Honduras verkiezingen gehouden, waarbij de linkse Xiomara Castro werd verkozen tot president. Zij is de eerste vrouwelijke president in de geschiedenis van Honduras.
Geschiedenis van: Antigua en Barbuda · Bahama's · Barbados · Belize · Canada · Costa Rica · Cuba · Dominica · Dominicaanse Republiek · El Salvador · Grenada · Groenland · Guatemala · Haïti · Honduras · Jamaica · Mexico · Nicaragua · Puerto Rico · Saint Kitts en Nevis · Saint Lucia · Saint Vincent en de Grenadines · Trinidad en Tobago · Verenigde Staten